# 电抗
在交流电路（如串联RLC电路）中，电抗（英語：Reactance）是类似于直流电路中电阻对电流的阻碍作用，用於描述电容及电感对电流的阻碍作用，其计量单位也是欧姆。在交流电路分析中，电抗用 X 表示，是复数阻抗的虚数部分，用于表示电感及电容对电流的阻碍作用。电抗随着交流电路频率而变化，并引起电路电流与电压的相位变化。

## 分析
阻抗即电阻与电抗的总合，用数学形式表示为：
{\displaystyle \mathbf {Z} =\mathbf {R} +j\mathbf {X} ,}
Z 即阻抗，单位为欧姆
R 为电阻，单位为欧姆
X 为电抗，单位为欧姆
j 是虚数单位
- 当 X > 0 时，称为感性电抗
- 当 X = 0 时，阻抗为纯电阻
- 当 X < 0 时，称为容性电抗

一般应用中，只需知道阻抗的强度即可：
{\displaystyle \left\|Z\right\|={\sqrt[{}]{R^{2}+X^{2}}}}
对电阻为0的理想纯感抗或容抗元件，阻抗强度就是电抗的大小。
一般电路的总电抗等于：
{\displaystyle X=X_{L}-X_{C}}
其中 {\displaystyle X_{L}} 为电路的感抗，{\displaystyle X_{C}} 为电路的容抗。
現實中，大部份負載都是電感性，例如：變壓器和電動機。定義感抗為正，容抗為負，可以避免負數出現，方便計算。

## 感抗
因为电路中存在电感电路（如线圈），由此产生的变化的电磁场，会产生相应的阻碍电流变化的感生電動勢
。这个作用称为感抗 ({\displaystyle X_{L}}) 。电流变化越大，即电路频率越大，感抗越大；当频率变为0，即成为直流电时，感抗也变为0。感抗会引起电流与电压之间的相位差。感抗可由下面公式计算而来：
{\displaystyle X_{L}=\omega L=2\pi fL}
複數分析中：
{\displaystyle X_{L}=j\omega L=j2\pi fL}
其中
{\displaystyle j} 是复数单位
{\displaystyle X_{L}} 就是感抗，单位为欧姆
{\displaystyle \omega } 是角速度，单位为弧度/秒
{\displaystyle f} 是频率，单位为赫兹
{\displaystyle L} 是线圈电感，单位为亨利

## 容抗
容抗的概念反映了交流电可以通过电容器这一特性，交流电频率越高，容抗越小，即电容的阻碍作用越小。容抗同样会引起电流与电容两端电压的相位差。當频率等於零，容抗無限大，即直流電不能流過电容器。
容抗可由下面公式计算而来：
{\displaystyle X_{C}=-(\omega C)^{-1}=-{\frac {1}{\omega C}}=-{\frac {1}{2\pi fC}}}
在交流电的复数分析中，容抗表示为：
{\displaystyle X_{C}=(j\omega C)^{-1}={\frac {1}{j\omega C}}=-{\frac {j}{\omega C}}=-{\frac {j}{2\pi fC}}}
其中
- {\displaystyle j} 是复数单位
- {\displaystyle X_{C}} 是容抗，单位为欧姆
- {\displaystyle \omega =2\pi f} 是角速度，单位为 弧度/每秒
- {\displaystyle f} 是频率，单位为赫兹
- {\displaystyle C} 是电容，单位为法拉